# 科赛
科赛（法語：Cossaye，法語發音：[kɔsɛ]）是法国涅夫勒省的一个市镇，位于该省南部，属于讷韦尔区和南涅夫勒市镇公共社区，其市镇面积为51.17平方公里，2022年1月1日时人口数量为657人。
科赛是南涅夫勒市镇公共社区的组成部分，距离德西兹市中心大约11公里。

## 行政
科赛的邮政编码为58300，INSEE市镇编码为58087。

## 地理

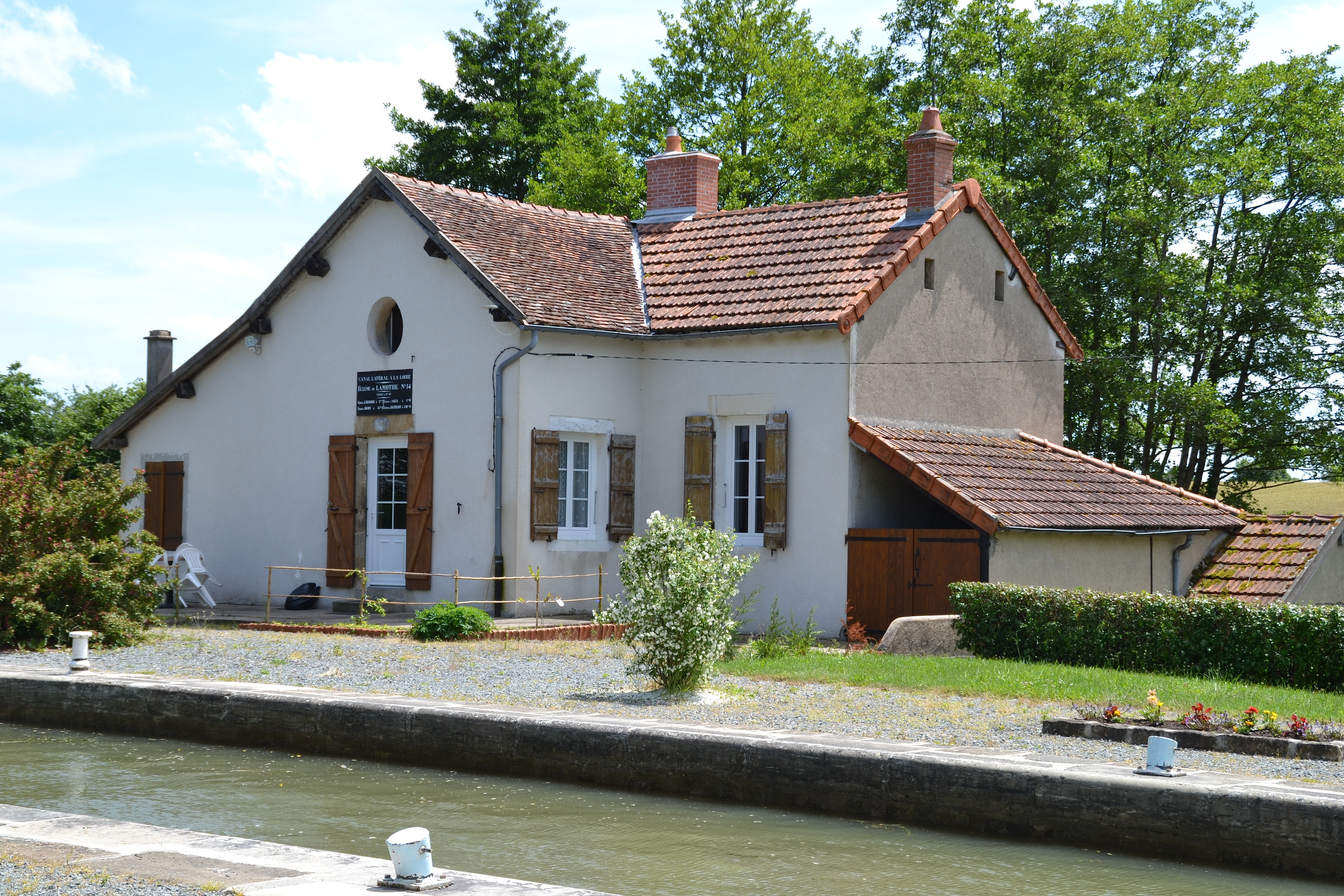
科赛的一处民居

科赛（46°44'55"N, 3°29'4"E）位于法国中部，勃艮第-弗朗什-孔泰大区西南部和涅夫勒省南部。
与科赛接壤的市镇包括：卢瓦尔河畔加奈、沙兰、德西茲、德韦、卢瓦尔河畔拉姆奈、吕斯奈莱赛克斯、圣日耳曼-沙斯奈、图里-吕尔西。
卢瓦尔河干流从境内东北部过境，其左岸支流阿科蘭河自南向北流经镇中心西侧，并有一处小型水塘。境内以平原和浅丘为主，镇中心地势平坦。
按照柯本气候分类法，科赛属于温带海洋性气候，全年温差较小，降水分布均匀。

## 历史
科赛历史上长期为一普通村落，中世纪出现教堂，法国大革命后成为一个市镇。19世纪末当地曾发现煤炭资源并得到开采，人口数量曾一度超过一千七百人，后因煤矿关闭而人口减少。

## 交通
涅夫勒省省道D22线、D137线和D261线经过科赛境内。

## 政治
现任科赛市长为路易·诺先生（Louis Naux）。

## 人口
| 年份   | 1936  | 1946  | 1954  | 1962  | 1968  | 1975  | 1982  | 1990 | 1999 | 2006 | 2011 | 2016 | 2017 |
| ------ | ----- | ----- | ----- | ----- | ----- | ----- | ----- | ---- | ---- | ---- | ---- | ---- | ---- |
| 人口數 | 1,163 | 1,214 | 1,092 | 1,111 | 1,075 | 1,006 | 1,018 | 934  | 761  | 756  | 782  | 725  | 718  |

## 社会
科赛镇中心南侧有一处邮局，北侧有一处开放式足球场，当地的地方性足球俱乐部已于2019年解散。

## 景观

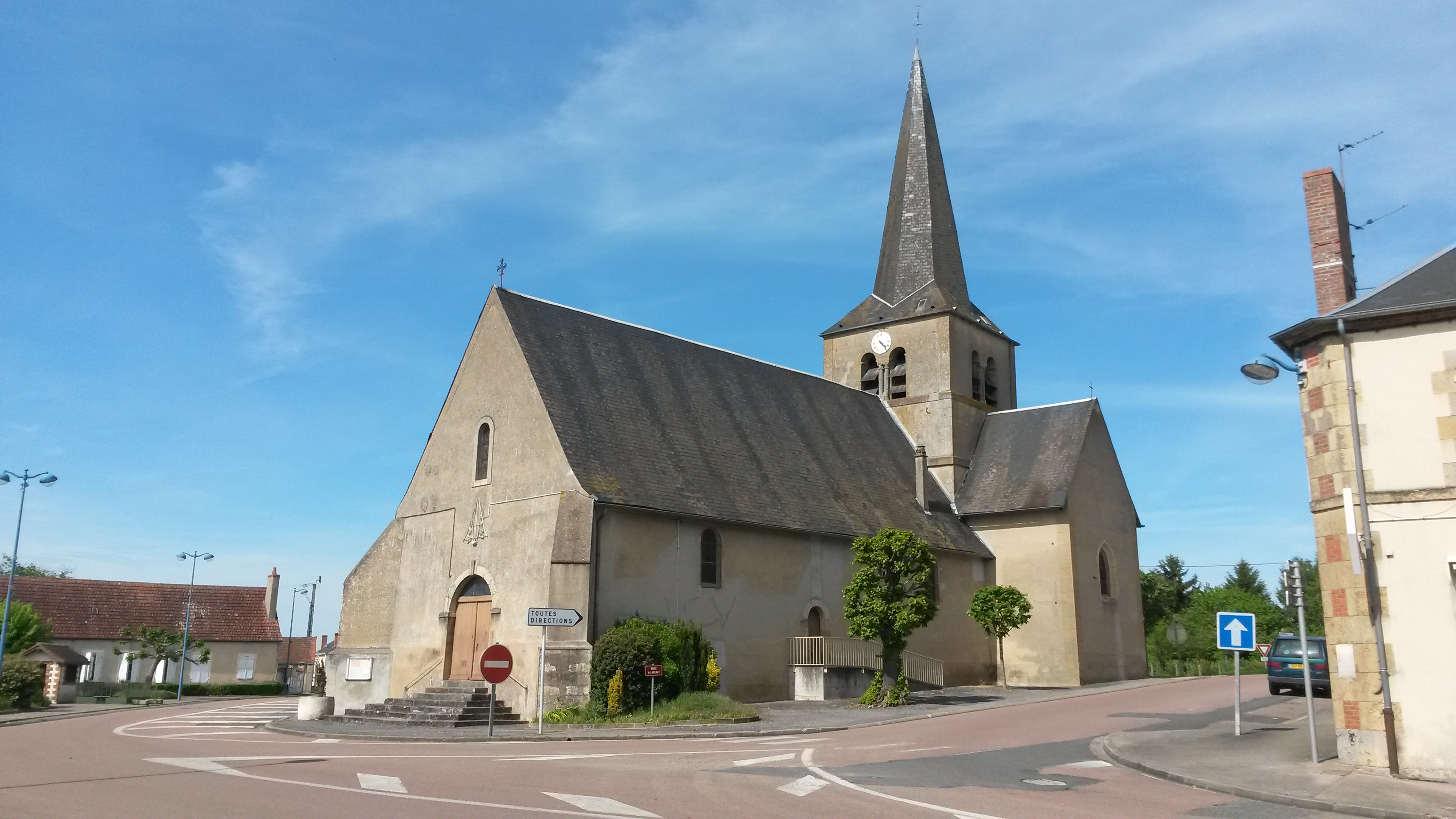
圣马丁教堂

科赛圣马丁教堂（Eglise Saint-Martin de Cossaye）位于镇中心，是该地的标志性建筑。